# Sönderfallsenergi
Sönderfallsenergi är den energi som frigörs när atomer sönderfaller.
Den ursprungliga atomen kallas reaktant och den atom eller de atomer den sönderfaller till kallas produkt. Skillnaden mellan reaktantens och produktens massor betecknas ofta Q:
Q = (reaktantens massa) - (produktens massa)

Detta kan uttryckas som energi med Einsteins berömda formel E=mc2.
Bland olika sorters sönderfallsenergi finns:
- Alfasönderfall
- Betasönderfall
- Gammastrålning